# Аксёнова, Ксения Александровна
Ксения Александровна Аксёнова (урожд. Усталова) (род. 14 января 1988, Свердловск) — российская легкоатлетка, специализирующаяся в беге на дистанции 400 м.

## Карьера
Родилась в Свердловске. Отец стоматолог, мать бухгалтер. Замужем за Алексеем Аксёновым, у них есть дочь Мария.
Чемпионка России 2010, серебряный призёр Чемпионата Европы 2010 на 400 м и Чемпионка Европы 2010 в составе эстафеты 4×400 м. Победительница летней Универсиады 2013 в беге на 400 м.

## Результаты
Лучшие результаты по годам и место в списке мирового сезона
| Год   | 2007  | 2008 | 2009  | 2010  | 2011  | 2012  |
| ----- | ----- | ---- | ----- | ----- | ----- | ----- |
| 400 м | 52,90 |      | 51,45 | 49,92 | 52,03 | 50,48 |
| Место | 176   |      | 39    | 4     | 70    | 15    |

## Соревнования
| Год  | Турнир                              | Город               | Место | Результат | Вид     |
| ---- | ----------------------------------- | ------------------- | ----- | --------- | ------- |
| 2007 | Первенство России среди юниоров     | Сочи, Россия        | 2-й   | 53,09     | 400 м.  |
| 2007 | 19-й юниорский чемпионат Европы     | Хенгело, Нидерланды | 2-й   | 52,92     | 400 м.  |
| 2007 | 19-й юниорский чемпионат Европы     | Хенгело, Нидерланды | 1-й   | 3.33,95   | 4х400 м |
| 2009 | Чемпионат Европы среди молодежи     | Каунас, Литва       | 1-й   | 51,74     | 400 м.  |
| 2009 | Чемпионат Европы среди молодежи     | Каунас, Литва       | 1-й   | 3.27,59   | 4х400 м |
| 2010 | 2-й командный чемпионат Европы СПАР | Берген, Норвегия    | 1-й   | 51,79     | 400 м.  |
| 2010 | 2-й командный чемпионат Европы СПАР | Берген, Норвегия    | 1-й   | 3.23,76   | 4х400 м |
| 2010 | Чемпионат России                    | Саранск, Россия     | 1-й   | 50,33     | 400 м   |
| 2010 | Чемпионат Европы                    | Барселона, Испания  | 2-й   | 49,92     | 400 м   |
| 2010 | Чемпионат Европы                    | Барселона, Испания  | 1-й   | 3.21,26   | 4х400 м |
| 2011 | Универсиада                         | Шэньчжэнь, Китай    | 1-й   | 3.27,16   | 4х400 м |
| 2012 | Чемпионат мира в помещении          | Стамбул, Турция     | 3-й   | 3.29,55   | 4х400 м |
| 2012 | Чемпионат России в помещении        | Москва, Россия      | 3-й   | 52,37     | 400 м   |
| 2013 | Чемпионат России в помещении        | Москва, Россия      | 1-й   | 51,31     | 400 м   |

## Награды и звания
- Заслуженный мастер спорта России[1]
- Почётная грамота Президента Российской Федерации (19 июля 2013 года) — за высокие спортивные достижения на XXVII Всемирной летней универсиаде 2013 года в городе Казани[2]
- Благодарность Президента Российской Федерации (9 января 2012) — за заслуги в развитии физической культуры и спорта, высокие спортивные достижения на XXVI Всемирной летней Универсиаде 2011 года в городе Шеньжене (Китай)[3]